# Dicranota (Dicranota) currani
Dicranota (Dicranota) currani is een tweevleugelige uit de familie Pediciidae. De soort komt voor in het Nearctisch gebied.